# Lux Video Theatre
Lux Video Theatre  è una serie televisiva statunitense in 337 episodi trasmessi per la prima volta nel corso di 7 stagioni dal 1950 al 1957.
La serie è conosciuta anche con i titoli Summer Video Theatre, Video Theatre, The Lux Video Theatre, Producer's Choice (titolo per la distribuzione in syndication nei primi anni 60) e Curtain Call Theatre. La serie fu trasmessa in radio per 16 anni con il titolo Lux Radio Theater prima del suo debutto sulla CBS il 2 ottobre 1950.
È una serie televisiva di tipo antologico in cui ogni episodio rappresenta una storia a sé. Gli episodi sono storie di genere vario, dal drammatico alla commedia, e dalla quinta stagione vengono presentati da James Mason (1954-55), Otto Kruger (1955-56), Gordon MacRae (1956-57) e Ken Carpenter (1955-57 d'estate).

## Interpreti
La serie vede la partecipazione di numerose star e attori cinematografici e televisivi dell'epoca, molti dei quali interpretarono diversi ruoli in più di un episodio.
- Eddie Marr (15 episodi, 1955-1957)
- Maureen O'Sullivan (14 episodi, 1953-1956)
- Margaret Lindsay (12 episodi, 1954-1956)
- Gage Clarke (11 episodi, 1951-1956)
- William Hellinger (10 episodi, 1950-1952)
- Isobel Elsom (10 episodi, 1951-1957)
- Walter Teschan (10 episodi, 1951-1952)
- Dayton Lummis (10 episodi, 1954-1957)
- Henry Hunter (10 episodi, 1955-1957)
- Gene Lockhart (9 episodi, 1950-1957)
- Tom McElhaney (9 episodi, 1950-1953)
- Marilyn Erskine (9 episodi, 1953-1957)
- Lee Filips (8 episodi, 1950-1951)
- Bob Wehling (8 episodi, 1955-1957)
- Ruth Hussey (7 episodi, 1950-1957)
- Edmond O'Brien (7 episodi, 1951-1957)
- Phyllis Thaxter (7 episodi, 1953-1956)
- Lyle Talbot (7 episodi, 1953-1957)
- Anne Bancroft (7 episodi, 1950-1957)
- Walter Matthau (7 episodi, 1950-1952)
- Laraine Day (7 episodi, 1951-1957)
- Thomas Mitchell (7 episodi, 1951-1956)
- Roland Winters (7 episodi, 1951-1956)
- Oswald Marshall (7 episodi, 1951-1953)
- George Chandler (7 episodi, 1952-1955)
- James Flavin (7 episodi, 1953-1957)
- Ellen Corby (7 episodi, 1954-1956)
- Charles Meredith (7 episodi, 1955-1957)
- Jan Sterling (7 episodi, 1955-1957)
- Dennis O'Keefe (6 episodi, 1951-1956)
- Nancy Gates (6 episodi, 1953-1957)
- Diana Lynn (6 episodi, 1950-1956)
- Fay Bainter (6 episodi, 1950-1955)
- Roy Baime (6 episodi, 1950-1952)
- Maurice Manson (6 episodi, 1951-1957)
- Pat O'Brien (6 episodi, 1951-1957)
- J. Pat O'Malley (6 episodi, 1951-1957)
- Patric Knowles (6 episodi, 1951-1956)
- Robert Sterling (6 episodi, 1951-1956)
- Robert Preston (6 episodi, 1951-1955)
- Thomas Browne Henry (6 episodi, 1953-1957)
- Selmer Jackson (6 episodi, 1953-1956)
- Vera Miles (6 episodi, 1954-1957)
- Alexander Campbell (6 episodi, 1954-1956)
- Shirley Mitchell (6 episodi, 1956-1957)
- Miriam Hopkins (5 episodi, 1951-1955)
- Beverly Garland (5 episodi, 1954-1957)
- Helen Donaldson (5 episodi, 1950-1953)
- Herbert Butterfield (5 episodi, 1954-1956)
- Dean Harens (5 episodi, 1950-1957)
- Andrew Duggan (5 episodi, 1950-1956)
- Angela Lansbury (5 episodi, 1950-1956)
- Elizabeth Ross (5 episodi, 1950-1952)
- Skip Homeier (5 episodi, 1951-1956)
- Evelyn Wall (5 episodi, 1951-1952)
- Addison Richards (5 episodi, 1952-1956)
- Marcel Hillaire (5 episodi, 1952-1953)
- Lewis Martin (5 episodi, 1953-1956)
- Benny Rubin (5 episodi, 1953-1956)
- Florenz Ames (5 episodi, 1954-1957)
- George Eldredge (5 episodi, 1954-1957)
- Byron Foulger (5 episodi, 1954-1957)
- Mary Alan Hokanson (5 episodi, 1954-1956)
- Martha Hyer (5 episodi, 1954-1956)
- James Mason (5 episodi, 1954-1955)
- Alex Nicol (5 episodi, 1954-1955)
- Stephen Coit (5 episodi, 1955-1957)
- Forrest Lewis (5 episodi, 1955-1957)
- Barney Phillips (5 episodi, 1955-1957)
- Betty Blythe (5 episodi, 1955-1956)
- William Hopper (5 episodi, 1955-1956)
- John Hoyt (5 episodi, 1955-1956)
- Dan O'Herlihy (5 episodi, 1955-1956)
- William Schallert (5 episodi, 1955-1956)
- Chet Stratton (5 episodi, 1956-1957)
- John Bentley (5 episodi, 1956)
- Scott Brady (4 episodi, 1953-1956)
- Mary Adams (4 episodi, 1955-1957)
- Margaret O'Brien (4 episodi, 1951-1955)
- Janet Fox (4 episodi, 1950-1953)
- Mike Kellin (4 episodi, 1950-1953)
- Henrietta Moore (4 episodi, 1950-1953)
- Nina Foch (4 episodi, 1950-1952)
- Martin Newman (4 episodi, 1950-1952)
- William Keighley (4 episodi, 1950-1951)
- Charles Evans (4 episodi, 1951-1957)
- June Lockhart (4 episodi, 1951-1957)
- Harold J. Stone (4 episodi, 1951-1957)
- Lynn Bari (4 episodi, 1951-1956)
- Jerome Cowan (4 episodi, 1951-1956)
- Vincent Price (4 episodi, 1951-1956)
- Sybil Baker (4 episodi, 1951-1953)
- Leo Bayard (4 episodi, 1951-1953)
- Andrew Bernard (4 episodi, 1951-1953)
- Celeste Holm (4 episodi, 1951-1953)
- Maida Reade (4 episodi, 1951-1953)
- Jack Warden (4 episodi, 1951-1953)
- Marden Bate (4 episodi, 1951-1952)
- Parker Fennelly (4 episodi, 1951-1952)
- Ernest Graves (4 episodi, 1951-1952)
- John Weaver (4 episodi, 1951-1952)
- Fredd Wayne (4 episodi, 1952-1957)
- Lloyd Knight (4 episodi, 1952-1953)
- Stephen Dunne (4 episodi, 1953-1957)
- Brian Keith (4 episodi, 1953-1957)
- Craig Stevens (4 episodi, 1953-1957)
- Virginia Bruce (4 episodi, 1953-1956)
- Brian Donlevy (4 episodi, 1953-1956)
- Irene Hervey (4 episodi, 1953-1956)
- Karen Sharpe (4 episodi, 1953-1956)
- Mickey Simpson (4 episodi, 1953-1956)
- Joan Weldon (4 episodi, 1953-1956)
- Tom Powers (4 episodi, 1953-1955)
- Joan Vohs (4 episodi, 1953-1955)
- Mae Clarke (4 episodi, 1954-1957)
- Joanne Dru (4 episodi, 1954-1957)
- Ralph Dumke (4 episodi, 1954-1957)
- Toni Gerry (4 episodi, 1954-1957)
- Louis Jean Heydt (4 episodi, 1954-1957)
- Robert Jordan (4 episodi, 1954-1957)
- Robert Lynn (4 episodi, 1954-1957)
- William Walker (4 episodi, 1954-1957)
- Pierre Watkin (4 episodi, 1954-1957)
- Bob Anderson (4 episodi, 1954-1956)
- Steve Brodie (4 episodi, 1954-1956)
- Raymond Burr (4 episodi, 1954-1956)
- Kathryn Givney (4 episodi, 1954-1956)
- Sydney Mason (4 episodi, 1954-1956)
- Barbara Rush (4 episodi, 1954-1956)
- Ruth Warren (4 episodi, 1954-1956)
- Patrick Miller (4 episodi, 1954-1955)
- Edgar Barrier (4 episodi, 1955-1957)
- Diane Jergens (4 episodi, 1955-1957)
- Jason Johnson (4 episodi, 1955-1957)
- Helena Nash (4 episodi, 1955-1957)
- Yvonne Peattie (4 episodi, 1955-1957)
- Stafford Repp (4 episodi, 1955-1957)
- Grant Williams (4 episodi, 1955-1957)
- Douglas Wilson (4 episodi, 1955-1957)
- Robert Burton (4 episodi, 1955-1956)
- Richard Deacon (4 episodi, 1955-1956)
- Richard Shannon (4 episodi, 1955-1956)
- Michael Whalen (4 episodi, 1955-1956)
- Mabel Albertson (4 episodi, 1956-1957)
- James Nolan (4 episodi, 1956-1957)
- Nana Bryant (3 episodi, 1952-1955)
- James Daly (3 episodi, 1952-1955)
- Paul Bryar (3 episodi, 1954-1955)
- Jean Del Val (3 episodi, 1956-1957)
- Herbert Rudley (3 episodi, 1950-1957)
- Zachary Scott (3 episodi, 1950-1956)
- Claud Allister (3 episodi, 1950-1955)
- Katharine Bard (3 episodi, 1950-1955)
- Lawrence Ryle (3 episodi, 1950-1955)
- Richard Abbott (3 episodi, 1950-1953)
- Dorothy Elder (3 episodi, 1950-1953)
- Veronica Lake (3 episodi, 1950-1953)
- Horace Braham (3 episodi, 1950-1952)
- Harry Davis (3 episodi, 1950-1952)
- Harry Townes (3 episodi, 1950-1952)
- Christopher Barbieri (3 episodi, 1950-1951)
- Rosalind Ivan (3 episodi, 1950-1951)
- Eddie Kramer (3 episodi, 1950-1951)
- Audra Lindley (3 episodi, 1950-1951)
- Robert Morgan (3 episodi, 1950-1951)
- Jean Sincere (3 episodi, 1950-1951)
- John Stephen (3 episodi, 1950-1951)
- Maxine Stuart (3 episodi, 1950-1951)
- Joel Ashley (3 episodi, 1951-1957)
- Bonita Granville (3 episodi, 1951-1957)
- Boris Karloff (3 episodi, 1951-1957)
- Vaughn Taylor (3 episodi, 1951-1957)
- Murvyn Vye (3 episodi, 1951-1957)
- Lee Bowman (3 episodi, 1951-1956)
- Svea Grunfeld (3 episodi, 1951-1956)
- Roddy McDowall (3 episodi, 1951-1956)
- Frederick Worlock (3 episodi, 1951-1956)
- Larry Kerr (3 episodi, 1951-1955)
- Teresa Wright (3 episodi, 1951-1955)
- Wendell Corey (3 episodi, 1951-1954)
- Philippa Bevans (3 episodi, 1951-1953)
- Floyd Buckley (3 episodi, 1951-1953)
- Katherine Gregg (3 episodi, 1951-1953)
- Josephine Hull (3 episodi, 1951-1953)
- Jeffrey Lynn (3 episodi, 1951-1953)
- Rosemary Murphy (3 episodi, 1951-1953)
- Rex O'Malley (3 episodi, 1951-1953)
- Basil Rathbone (3 episodi, 1951-1953)
- Jim Davidson (3 episodi, 1951-1952)
- George Roy Hill (3 episodi, 1951-1952)
- Henry Jones (3 episodi, 1951-1952)
- Muriel Kirkland (3 episodi, 1951-1952)
- John Kullers (3 episodi, 1951-1952)
- Robert Dale Martin (3 episodi, 1951-1952)
- Biff McGuire (3 episodi, 1951-1952)
- Wolfgang Zilzer (3 episodi, 1951-1952)
- Natalie Schafer (3 episodi, 1952-1957)
- Anne Seymour (3 episodi, 1952-1957)
- Kent Smith (3 episodi, 1952-1957)
- Harry Antrim (3 episodi, 1952-1956)
- James Barton (3 episodi, 1952-1956)
- Philip Coolidge (3 episodi, 1952-1956)
- Lauren Chapin (3 episodi, 1952-1955)
- Robert Coote (3 episodi, 1952-1955)
- Joe De Santis (3 episodi, 1952-1955)
- Jack Diamond (3 episodi, 1952-1955)
- Gene Raymond (3 episodi, 1952-1955)
- Macdonald Carey (3 episodi, 1952-1954)
- Olin Howland (3 episodi, 1952-1954)
- Donald Cook (3 episodi, 1952-1953)
- Nancy Guild (3 episodi, 1952-1953)
- Grace Kelly (3 episodi, 1952-1953)
- Anthony Ross (3 episodi, 1952-1953)
- Helen Ludlam (3 episodi, 1952)
- Dan Morgan (3 episodi, 1952)
- Robert F. Simon (3 episodi, 1952)
- Victor Thorley (3 episodi, 1952)
- Jack Weston (3 episodi, 1952)
- Bruce Bennett (3 episodi, 1953-1957)
- Tom Drake (3 episodi, 1953-1957)
- Jimmy Lydon (3 episodi, 1953-1957)
- Barry Sullivan (3 episodi, 1953-1957)
- Leon Askin (3 episodi, 1953-1956)
- Nan Boardman (3 episodi, 1953-1956)
- Don DeFore (3 episodi, 1953-1956)
- Sandy Descher (3 episodi, 1953-1956)
- Grandon Rhodes (3 episodi, 1953-1956)
- Dan Tobin (3 episodi, 1953-1956)
- Charles Watts (3 episodi, 1953-1956)
- Don Beddoe (3 episodi, 1953-1955)
- Frank Lovejoy (3 episodi, 1953-1955)
- Arleen Whelan (3 episodi, 1953-1955)
- Jeane Wood (3 episodi, 1953-1955)
- Sheila Bromley (3 episodi, 1954-1957)
- Billy Chapin (3 episodi, 1954-1957)
- Jim Hayward (3 episodi, 1954-1957)
- Maurice Hill (3 episodi, 1954-1957)
- George Nader (3 episodi, 1954-1957)
- Howard Negley (3 episodi, 1954-1957)
- Liam Sullivan (3 episodi, 1954-1957)
- Philip Tonge (3 episodi, 1954-1957)
- Tony Barrett (3 episodi, 1954-1956)
- Ernestine Barrier (3 episodi, 1954-1956)
- Pat Crowley (3 episodi, 1954-1956)
- Arthur Gould-Porter (3 episodi, 1954-1956)
- William Holden (3 episodi, 1954-1956)
- Herbert Marshall (3 episodi, 1954-1956)
- Onslow Stevens (3 episodi, 1954-1956)
- Hal Taggart (3 episodi, 1954-1956)
- Joseph Crehan (3 episodi, 1954-1955)
- Lisa Daniels (3 episodi, 1954-1955)
- Joseph Granby (3 episodi, 1954-1955)
- Ann Harding (3 episodi, 1954-1955)
- Craig Hill (3 episodi, 1954-1955)
- Helen Mayon (3 episodi, 1954-1955)
- Shepard Menken (3 episodi, 1954-1955)
- Paul Richards (3 episodi, 1954-1955)
- Phyllis Stanley (3 episodi, 1954-1955)
- Mark Stevens (3 episodi, 1954-1955)
- Jan Miner (3 episodi, 1954)
- Helen Parrish (3 episodi, 1954)
- Julie Adams (3 episodi, 1955-1957)
- Larry J. Blake (3 episodi, 1955-1957)
- Peter Brocco (3 episodi, 1955-1957)
- Leslie Denison (3 episodi, 1955-1957)
- Herbert Ellis (3 episodi, 1955-1957)
- Betty Hanna (3 episodi, 1955-1957)
- Russell Johnson (3 episodi, 1955-1957)
- Jack Kelly (3 episodi, 1955-1957)
- Barton MacLane (3 episodi, 1955-1957)
- Ralph Montgomery (3 episodi, 1955-1957)
- Vicente Padula (3 episodi, 1955-1957)
- Michael Vallon (3 episodi, 1955-1957)
- David Alpert (3 episodi, 1955-1956)
- Irene Anders (3 episodi, 1955-1956)
- Marguerite Chapman (3 episodi, 1955-1956)
- Ray Danton (3 episodi, 1955-1956)
- Charles Davis (3 episodi, 1955-1956)
- Terence de Marney (3 episodi, 1955-1956)
- John Dehner (3 episodi, 1955-1956)
- Russell Gaige (3 episodi, 1955-1956)
- Lumsden Hare (3 episodi, 1955-1956)
- David Janssen (3 episodi, 1955-1956)
- Joseph Kearns (3 episodi, 1955-1956)
- Helen Kleeb (3 episodi, 1955-1956)
- Ralph Sanford (3 episodi, 1955-1956)
- Paul Simieon (3 episodi, 1955-1956)
- Don Taylor (3 episodi, 1955-1956)
- Helen Westcott (3 episodi, 1955-1956)
- Will Wright (3 episodi, 1955-1956)
- William Bakewell (3 episodi, 1955)
- Judith Evelyn (3 episodi, 1955)
- Beryl Machin (3 episodi, 1955)
- Raymond Bailey (3 episodi, 1956-1957)
- Tom Brown (3 episodi, 1956-1957)
- Jack Cassidy (3 episodi, 1956-1957)
- Audrey Dalton (3 episodi, 1956-1957)
- Ed Kemmer (3 episodi, 1956-1957)
- Glen Kramer (3 episodi, 1956-1957)
- Herbert Lytton (3 episodi, 1956-1957)
- Gordon MacRae (3 episodi, 1956-1957)
- Burt Mustin (3 episodi, 1956-1957)
- Alexis Smith (3 episodi, 1956-1957)
- Naomi Stevens (3 episodi, 1956-1957)
- Constance Cameron (3 episodi, 1956)
- Bartlett Robinson (3 episodi, 1956)
- Arline Anderson (3 episodi, 1957)
- Robert Quarry (3 episodi, 1957)

## Produzione
La serie fu prodotta dalla J. Walter Thompson Agency e girata a Hollywood in California e a New York. Lo sceneggiatore principale della serie è stato S.H. Barnett (65 episodi, 1952-1957). Nel settembre del 1953, la produzione si trasferì da New York a Hollywood e nel mese di agosto 1954 lo spettacolo passò dalla CBS alla NBC. Con l'introduzione del formato di un'ora e il passaggio ad Hollywood, vennero spesso usate versioni abbreviate di film popolari come base per le trame.  Nuovi episodi venivano trasmessi durante l'estate e la serie cambiava il titolo in Summer Video Theatre. Nel 1958-1959 ne fu presentata una nuova versione con il titolo di Lux Playhouse

### Registi
Tra i registi della serie sono accreditati:
- Richard Goode (111 episodi, 1950-1957)
- Fielder Cook (61 episodi, 1950-1953)
- Buzz Kulik (47 episodi, 1952-1956)
- Earl Eby (36 episodi, 1953-1956)
- Norman Morgan (25 episodi, 1956-1957)
- James P. Yarbrough (18 episodi, 1956-1957)
- David Orrick McDearmon (14 episodi, 1956-1957)
- Fred Carney (4 episodi, 1956)
- Michael Dreyfuss (4 episodi, 1956)
- Peter Godfrey (3 episodi, 1953)
- Harold Loeb (3 episodi, 1953)
- George Roy Hill (3 episodi, 1955)
- Larry Goldwasser (2 episodi, 1950)
- Richard Dunlap (2 episodi, 1952-1955)
- Norman Foster
- Nate Watt

### Sceneggiatori
Tra gli sceneggiatori sono accreditati:
- S.H. Barnett in 66 episodi (1952-1957)
- Richard P. McDonagh in 13 episodi (1952-1957)
- Anne Howard Bailey in 11 episodi (1951-1957)
- Stanley H. Silverman in 9 episodi (1956-1957)
- Robert Cenadella in 8 episodi (1950-1951)
- John Whedon in 8 episodi (1951-1955)
- Harry W. Junkin in 7 episodi (1951-1953)
- Mac Shoub in 7 episodi (1951-1952)
- Rod Serling in 7 episodi (1952-1953)
- Ed James in 7 episodi (1956-1957)
- Elinor Lenz in 6 episodi (1951-1953)
- Charles Bennett in 6 episodi (1955-1957)
- Ben Simcoe in 6 episodi (1955-1956)

## Guest star
- Mary Astor
- Anne Bancroft
- Gene Barry
- Joan Blondell
- James Dean
- Melvyn Douglas
- Nelson Eddy
- Janet Gaynor
- Dorothy Gish
- Charlton Heston
- Celeste Holm
- Miriam Hopkins
- Ruth Hussey
- Martin Huston
- David Janssen
- Boris Karloff
- Grace Kelly
- Veronica Lake
- Angela Lansbury
- June Lockhart
- Jack Lord
- Dayton Lummis
- Karen Steele
- Jack Lemmon
- Peter Lorre
- Jeanette MacDonald
- Fredric March
- Walter Matthau
- Maureen O'Sullivan
- Vincent Price
- Luise Rainer
- Basil Rathbone
- Ronald Reagan
- Ann Sheridan
- Sylvia Sidney
- Franchot Tone
- Beverly Washburn
- Esther Williams
- Joanne Woodward
- Teresa Wright

## Distribuzione
La serie fu trasmessa negli Stati Uniti dal 1950 al 1957 sulle reti televisive CBS e NBC. È stata poi pubblicata in VHS negli Stati Uniti dalla Moviecraft nel 1997.

## Episodi
| Stagione         | Episodi | Prima TV originale |
| ---------------- | ------- | ------------------ |
| Prima stagione   | 39      | 1950-1951          |
| Seconda stagione | 53      | 1951-1952          |
| Terza stagione   | 50      | 1952-1953          |
| Quarta stagione  | 40      | 1953-1954          |
| Quinta stagione  | 57      | 1954-1955          |
| Sesta stagione   | 46      | 1955-1956          |
| Settima stagione | 49      | 1956-1957          |